# Goodman, Missouri
Goodman är en ort i McDonald County i delstaten Missouri, USA.